# Santiago Zamarreño
Santiago Zamarreño (Ciudad Rodrigo, España) es un escritor español.
Es autor de las obras Plaga de langostas primer premio de novela de Castilla y León de 1987 y de El regreso, editada por la Diputación de Salamanca dentro de su colección Autores Salmantinos.
Publicó numerosos relatos en el diario salmantino El Adelanto y colabora en distintas publicaciones de temática diversa.